# Gorney Gigant
Il Gorney Gigant è un trampolino situato a Almaty, in Kazakistan.

## Storia
Aperto nel 2007 in occasione della candidatura di Almaty alla selezione della città organizzatrice dei XXII Giochi olimpici invernali (poi assegnati alla russa Soči), l'impianto ha ospitato i VII Giochi asiatici invernali nel 2011, i Campionati mondiali juniores di sci nordico 2015, due tappe della Coppa del Mondo di combinata nordica e una della Coppa del Mondo di salto con gli sci.

## Caratteristiche
Il trampolino lungo ha il punto K a 125 m; il primato ufficiale di distanza, 141,5 m, è stato stabilito dal tedesco Severin Freund nel 2016, mentre quello ufficioso appartiene allo sloveno Peter Prevc (145 m nel 2016). Il trampolino piccolo ha il punto K a 95 m; il primato ufficiale di distanza, 103,5 m, è stato stabilito dal giapponese Yukiya Satō e dalla statunitense Nita Englund rispettivamente nel 2015 e nel 2016, sebbene maggiore sia il primato ufficioso estivo di Kamil Stoch (106 m nel 2010). Il complesso è attrezzato anche con salti minori K45, K30 e K15.